# Aleksander Stavre Drenova

Firma di Aleksander Drenova

Aleksander Stavre Drenova, meglio conosciuto come Asdreni (Drenovë, 11 aprile 1872 – Bucarest, 11 dicembre 1947), è stato un poeta, pubblicista e patriota albanese, autore della poesia che in seguito sarebbe divenuta l’inno nazionale dell’Albania.

## Biografia
Asdreni nacque come Aleksandër Stavre Drenova l'11 aprile 1872 da una famiglia di contadini albanesi di fede ortodossa orientale nel villaggio di Drenovë, nei pressi della città di Coriza, a l’epoca facente parte dell’Impero ottomano. Nel suo villaggio natale frequentò una scuola elementare greca, e aveva appena iniziato la scuola secondaria a Coriza, quando suo padre, Stavri Thimiu, morí lasciandolo orfano.
La regione circostante a Coriza fu una delle principali fonti di migrazione albanese, ulteriormente rafforzata da un terremoto nel 1879. 
 Di conseguenza emigrò a Bucarest nel 1885 riunendosi ai suoi fratelli maggiori, dove iniziò anche i suoi studi, di breve durata, presso la Facoltà di Scienze Politiche dell'Università di Bucarest.
Nel nuovo paese Asdreni entrò in contatto con altri intellettuali e scrittori albanesi con i quali iniziò a rafforzare la diaspora albanese in Romania per la lotta di liberazione nazionale. Fu fortemente ispirato da Girolamo de Rada e Naim Frashëri, nonché dal Rinascimento albanese, che condusse gli albanesi a riconoscersi nel principio di autodeterminazione dei popoli.
Accolse con entusiasmo l’indipendenza albanese del 1912 e l’arrivo a Durazzo del principe Guglielmo di Wied nel 1914. Nel 1922 con l’apertura del Consolato albanese a Bucarest ne divenne segretario. Mantenne sempre stretti contatti con gli amici e colleghi Gjergj Fishta e Lasgush Poradec.
Morì l’11 dicembre 1947 all’età di settantacinque anni a Bucarest.

## Letteratura

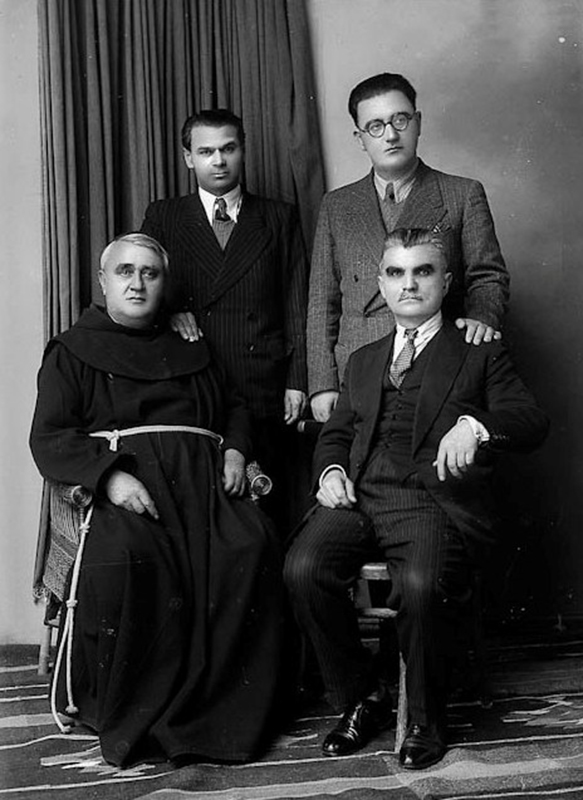
Asdreni con Lasgush Poradeci, Ernest Koliqi e Gjergj Fishta. Tutti loro furono tra gli scrittori albanesi più influenti del XX secolo.

La carriera letteraria di Asdreni sboccia contemporaneamente all'inizio del XX secolo. Nella sua prima opera, una raccolta di 99 poesie note come le Rreze dielli (Raggi di sole), dedicate all'eroe nazionale albanese Skanderbeg che guidò con successo una resistenza all'espansione ottomana in Europa, seguì la tradizione letteraria di Naim Frashëri, accrescendo il suo amore per la madrepatria e incoraggiando i suoi compatrioti ad entrare nella lotta per la liberazione dall'impero ottomano.
Ëndrra e lotë (Sogni e lacrime), la sua seconda opera composta anch'essa da 99 poesie dedicate a Edith Durham, viaggiatrice inglese che soggiornò a lungo in Albania, è caratterizzata da una ricchezza di valori poetici. Vi sono espressi i suoi valori democratici, i suoi interessi per i problemi della società dell’epoca così come i suoi discorsi critici sulla dominazione straniera. È stato un passo importante dal romanticismo al realismo, caratterizzato dalla cornice temporale storica e dal riferimento, e dalla scrittura di eventi e situazioni che si sono verificati nella vita reale.
Di quest’opera fa parte il suo poema più famoso Kënga e bashkimit che diventerà successivamente l’inno nazionale albanese.

## Opere
- Raggi di sole (1904)
- Sogni e lacrime (1912)
- La campana di Croia (1937)